# Rafael Gevú
Rafael Gevú (Niterói, 5 de abril de 1999) é um ator brasileiro.

## Carreira
Rafael começou a carreira em 2009, fazendo participações especiais nas telenovelas Cama de Gato, Ti Ti Ti e Tempos Modernos. Em 2012 integrou o elenco de Amor Eterno Amor como o infeliz Júnior, que é escondido de todos pela mãe para que ela não perca o emprego como empregada doméstica e se sente rejeitado por ela. No decorrer da trama o personagem ganhou destaque ao ter seu dom como pianista explorado. Entre 2013 e 2015 co-protagonizou o seriado adolescente Gaby Estrella, dando vida ao músico Dô, par romântico da protagonista. Em 2017 deu vida ao protagonista Ahser na primeira fase da telenovela O Rico e Lázaro, na RecordTV. Em 2018 estreia no cinema entre os papeis centrais dos filmes Gaby Estrella e Nada a Perder. No mesmo ano é convidado para interpretar o personagem de maior destaque de sua carreira, João Zebedeu na telenovela Jesus, um dos doze apóstolos do personagem principal. Em 2021, interpretou Dnin-Sim, príncipe de Ur, na fase Ur dos Caldeus em Genesis.  

## Vida pessoal
Entre 2014 e 2019 namorou a atriz Maitê Padilha.

## Filmografia

### Televisão
| Ano     | Título           | Personagem                      | Notas                       |
| ------- | ---------------- | ------------------------------- | --------------------------- |
| 2009    | Cama de Gato     | Roberto (jovem)                 | Episódio: "5 de outubro"    |
| 2010    | Ti Ti Ti         | Ariclenes Martins (jovem)       | Episódio: "19 de julho"     |
| 2010    | Tempos Modernos  | Leal Cordeiro (jovem)           | Episódio: "11 de janeiro"   |
| 2012    | Amor Eterno Amor | Otávio dos Reis Júnior (Júnior) |                             |
| 2013–15 | Gaby Estrella    | Rodolfo Rodrigues (Dô)          |                             |
| 2017    | O Rico e Lázaro  | Asher (jovem)                   | Episódios: "13–15 de março" |
| 2018    | Jesus            | João                            |                             |
| 2021    | Gênesis          | Dnin-Sim, Príncipe de Ur        | Fase: Ur dos Caldeus        |
| 2022    | Reis             | Samuel (jovem)                  | Temporada 1                 |

### Cinema
| Ano  | Título          | Personagem             |
| ---- | --------------- | ---------------------- |
| 2018 | Gaby Estrella   | Rodolfo Rodrigues (Dô) |
| 2018 | Nada a Perder   | Renato Cardoso         |
| 2019 | Nada a Perder 2 | Renato Cardoso         |

## Teatro
| Ano     | Título                              | Personagem     |
| ------- | ----------------------------------- | -------------- |
| 2010    | Aura                                | Romeu Carvalho |
| 2012    | Julieta e Romeu nos Tempos Modernos | Romeu          |
| 2013–14 | Uma Fase Aborrescente               | Abraão         |
| 2016–17 | O Novo Peter Pan                    | Peter Pan      |